# Швајцарски систем
Швајцарски систем је термин везан за шах.
Шаховски турнири који се играју по швајцарском систему обично су отворени турнири, енгл. Опен (свако може да се пријави за турнир) и за учешће обично се плаћа уписнина. Најчешће, ово су масовни турнири, са великим бројем учесника и после Другог светског рата постали веома су популарни у читавом свету, тако да су донели огромну корист у популаризацији шаха. Творац овог система је Швајцарац др Ј. Милер.
Систем се може применити при било ком броју учесника и кола, за било коју активност (мада се најчешће користи у шаху) у којој се појављују три резултата - победа, нерешено (реми) и пораз. Можда једини недостатак швајцарског система је чињеница да последња кола носе изразито већу тежину од првих, односно важнија су за коначан пласман играча. Ако такмичар започне турнир победама, у наредним колима сусреће се са све јачом опозицијом (захваљујући правилу 2.), па га је касније лакше достићи играч који је започео поразима.

## Правила
За швајцарски систем, карактеристична су три правила:
1. ниједан играч не може играти са истим противником два пута;
2. у сваком колу, играчи за противнике имају такмичаре који су им што ближе по броју поена на табели;
3. после сваког кола играчи морају имати што изједначенији број партија које су одиграли са белим, и са црним фигурама.

Слично као и код турнира по Бергеровом систему, уколико је број учесника непаран, један такмичар у сваком колу је слободан пошто нема противника, с том разликом да слободан играч у швајцарском систему добија поен. Према правилима, слободан је онај играч који је у претходном колу био последњи на турнирској табели. Додатно, играч не може бити слободан више од једанпут.

### Иступање са турнира
На појединачним такмичењима, играчу који је иступио са турнира организованог по швајцарском систему уписују се нуле у табелу ако је тај играч парован (цртица ако није), а противнику се уписује цео поен (контумацијом). Рејтинговаће се само одигране партије.
На екипним такмичењима, после једног меча изгубљеног контумацијом, екипа се брише са такмичења, а противницима се уписује 50% + ½ поена ако се игра на 6 или мање табли, 50% + 1 поен за 7-12 табли и 50% + 1½ поен за 13-18 табли.

### Деоба места
Победник турнира је онај учесник који сакупи највећи број поена. Уколико у коначном пласману више учесника остваре једнак број поена, тада се успешнијим сматра играч који је бољи успех остварио по Бухолц-коефицијенту. Бухолц-коефицијент је у ствари збир поена свих противника неког играча, или по неком другом критеријуму ако је турнирским правилником другачије одређено (средњи Бухолц, међусобни резултати противника са истим бројем поена, већи број победа, Сонеборн-Бергер критеријум итд).
Код екипних такмичења, критеријуми за деобу места су: Бухолц-критеријум (укључујући и средњи Бухолц), меч-бодови, међусобни резултати и Сонеборн-Бергер критеријум. У сваком случају, могуће је додати већи број победа и на крају жреб.

## Паровање

### Ручно паровање
Шаховски судија на такмичењу може паровати ручно из саме табеле или на преходно направљене „диференцијалне табеле“ која се прави тако што се из табеле испишу најпре играчи са највећим бројем бодова (по растућим бројевима из табеле), а затим се тако иде до краја. Приликом паровања Југословенске кружне варијанте грешке се јављају углавном ако се погреши код „улажења“ у наредни пар. Код паровања директно из табеле постоји већа опасност од грешке.

### Компјутерско паровање
У зависности од програма којим располаже оператер, компјутер парује аутоматски. Програми на тржишту су различити а најпопуларнији су Swiss Manager и Swiss Perfect. У принципу, пошто рачунар не може да погреши ако је програм квалитетно написан и тестиран, код паровања може само да погреши оператер код уношења података, па би евентуална жалба на сам начин паровања увек била одбијена. Такође, ако је такмичење почело паровањем по једном програму, не би било упутно да се рецимо после 5. кола настави неким другим програмом, или још горе — ручним паровањем судије. У случају жалбе, препоручује се Турнирском одбору да оператору поново наложи да понови операцију паровања, па ако се добије исти резултат, жалба се одбацује иако је компјутер помоћно средство.

### Циљно паровање
Пошто је број учесника турнира превелик да би играо свако са сваким као код турнира који се играју по Бергеровом систему, пре сваког кола прибегава се циљаном паровању. На пример, пре него што се потпуно заврше све партије првог кола, још увек се не зна ко ће са ким играти чак ни у следећем, другом колу. То готово да искључује могућност „домаћих“ припрема, и самим тим, смањује се број евентуалних ремија.

### Прво коло
Што се паровања првог кола тиче, углавном се примењују дириговане варијанте где су турнирски бројеви учесника аутоматски одређени у зависности од рејтинга играча, титула и категорија такмичара и сл. Код екипних турнира, сабира се рејтинг основног састава, а уколико је збир идентичан, онда се узимају у обзир и резерве. При томе, условни рејтинг за играче који нису рејтинговани износи 1800. Учесници са највећим рејтингом или збиром рејтинга уписују се у табели од броја 1 па на даље. Недиригована варијанта подразумева жреб, где се турнирски бројеви учесника извлаче коцком.

### Варијанте

#### ФИДЕ варијанта
ФИДЕ варијанта је диригована варијанта швајцарског система, у којој најјачи учесник са редним бројем 1 у 1. колу игра са најбоље рангираним играчем из друге половине турнирске табеле (нпр. код 18 учесника први пар је 1-9 или 9-1 јер се боја фигура у првом колу одређује жребом). „Условни резултат“ (код непарног броја учесника) екипно је 50%, а појединац добија бод. Већ у другом колу врши се распаривање ради изједначавања боја фигура, ради чега је могућа и „сеоба“ у нижу групу. Кад је све исто, јача екипа мења боју фигура. Уједначавање боје фигура има приоритет над алтернацијом.
У ФИДЕ варијанти, дозвољено је испаровати тако да играч у последњем колу може добити трећи пут узастопце исту боју фигура, али у току такмичења није дозвољен однос белих према броју црних фигура нпр. 4:1, 5:2 и слично. Такође, у овој варијанти, сваки ће играч по завршетку парног кола имати једнак број белих и црних фигура. Ако су оба играча имали исту боју фигура у претходна два кола, спајају се најпре унутар своје групе, а ако ни то није могуће, један или обојица се премештају у другу бодовну групу. Ако су оба играча имали у претходном колу исту боју фигура, гледа се „историја“ боје фигура уназад.
Правила за паровање по ФИДЕ варијанти доноси Комитет за паровање по швајцарском систему ФИДЕ.

#### Југословенска кружна варијанта
Веома популарна варијанта швајцарског система. У првом колу играју бројеви 1-2, 3-4 итд., а за паровање наредних кола формирају се бодовне групе. Судија уписује бодовне групе и по њима парује одозго према доле — играчу је противник први следећи редни број из групе, а беле фигуре (ако је све остало исто код оба ривала) има играч који „тражи“ противника.
Због једне допуне (кад последњи пар у бодовној групи не може да игра, не иду обојица у тзв. „прескок“) често се зове и „побољшана варијанта“. Ако у пару један од играча треба трећи пут да игра истом бојом фигура, тај такмичар иде у прескок осим у случају ако би то изазвало трансфер у нижу групу.

#### Италијанска варијанта
Некада популарна варијанта швајцарског система која се данас веома ретко примењује. За разлику од Југословенске кружне варијанте, овде се код паровања полази увек од врха табеле, а играчи могу три пута за редом имати исту боју фигура.

### Бодовне групе
У паровању по швајцарском систему играчи са истим бројем поена чине бодовну групу. Играчи са 50% освојених поена сачињавају средишњу групу. Код ФИДЕ варијанте паровање почиње од највише бодовне групе и иде наниже до средишње групе, а затим се парује од најниже групе, док се средишња група парује на крају одозго према доле. Ради изједначавања боје фигура, или у случају да је играч већ одиграо партије са свима из његове групе, такмичар може бити премештен у нижу групу (тзв. „пливач“), али групу у сваком случају треба свести на паран број. Унутар групе играчи се распарују све док се не нађу одговарајући парови, а играчи из горње половине парују се с играчима из доње половине. Међутим, има разних варијанти швајцарског система, а у некима овај редослед није обавезан.

### „Пливач“
Од енг. float (плутање). То је играч који се код паровања у ФИДЕ варијанти премешта у суседну бодовну групу кад му се у његовој групи не може наћи противник. Код паровања одозго према доле, „пливач“ се премешта у нижу групу. Када је број играча којима припадају беле фигуре једнак броју играча којима се додељују црне фигуре, „пливач“ је играч са најнижим бројем ако се паровање врши надоле, а играч са највећим бројем је „пливач“ ако се паровање врши нагоре. Ако предложени „пливач“ нема одговарајућег противника у суседној бодовној групи, онда ће он, ако је могуће, бити замењен другим играчем из његове бодовне групе, а уколико ни то није могуће, он ће бити премештен у још даљу бодовну групу. Код паровања групе у којој се већ налазе „пливачи“ из више бодовне групе, прво се парује „пливач“ са најбољим личним резултатом, или — ако су резултати једнаки — са највишим паровним бројем. Када се парује група у коју су „пливачи“ дошли из више бодовне групе, први се парује играч са највишим паровним бројем. „Пливачи“ из виших бодовних група парују се први, чак и ако немају највиши паровни број. Када се (најчешће у средњој бодовној групи) нађу „пливачи“ и из доње и из горње групе, прво се парују играчи горњих група, затим доњих, и на крају из средње. Код паровања групе у којој се налазе „пливачи“ из ниже бодовне групе, прво се парује „пливач“ из најниже бодовне групе. Када се у истој бодовној групи из доње половине нађе више „пливача“ из виших и нижих бодовних група, прво се парују они из нижих, затим из виших група и на крају преостали такмичари. Код паровања надоле, „пливач“ се парује са одговарајућим играчем који има најнижи број коме припада супротна боја фигура. Ако превођење „пливача“ у другу групу има за последицу стварање новог „пливача“, тај пар се може променити.

## Макси турнир
Турнир по швајцарском систему (ФИДЕ варијанта) чији је број учесника већи од 2n, где n означава број кола.

## Викенд-турнири
У Србији, поготово су популарни тзв. „викенд-турнири“ који се организују по швајцарском систему по убрзаном темпу игре. На „викенд-турнирима“, обично се у петак играју два кола, у суботу четири, а у недељу када се турнир завршава, последња три кола.
По швајцарском систему игра се и на Шаховским олимпијадама, које FIDE организује сваке 2 године.